# Dipterygium glaucum
Dipterygium glaucum är en paradisblomsterväxtart som beskrevs av Joseph Decaisne. Dipterygium glaucum ingår i släktet Dipterygium och familjen paradisblomsterväxter. Inga underarter finns listade i Catalogue of Life.